# Guerlyne Résidor
Guerlyne Résidor est une avocate, politologue, défenseure des Droits Humains et militante féministe haïtienne née en avril 1980 à Port-au-Prince. En 2023, elle a reçu le Prix de la femme modèle et inspirante.

## Biographie

### Parcours universitaire
Guerlyne RESIDOR est titulaire d'une licence en Droit de la Faculté de Droit et des Sciences Economiques de Port-au-Prince (FDSE) de l'Université d'Haiti.Elle poursuit ses études en sciences politiques à l’Institut National d’Administration de Gestion et de Hautes Études Internationales (INAGHEI). Elle a ensuite suivi des cours à l’institut français en Haiti pour l’obtention du DALF. Elle continue à renforcer sa capacité en Droits Humains, genre, leadership féminin.

### Vie associative
Guerlyne Résidor est l'une des fondatrices de Kri Fanm Ayiti (KRIFA), une organisation œuvrant dans la défense des droits de l'homme. Cette structure est fondée en 2016 par un groupe de femmes juristes, et l’organisation accompagne des femmes et des mineures détenues à la prison civile de Cabaret dans leur réinsertion.

### Parcours professionnel
Elle a rejoint le Cabinet d’Avocat Alexis-Dormévil et Associés en 2015 au sein duquel elle est devenue associée. Elle s’est présentée en 2015 aux élections municipales de la commune de Carrefour pour l’implication et la participation des femmes dans des postes de décision mais n'a pas été admise. Elle a été élue aux scrutins devant aboutir au choix du représentant du secteur des Droits Humains au CSPJ.
Depuis 2018, elle s’est tournée vers les femmes et mineures détenues à travers son programme de réinsertion des ex détenues, une catégorie pour le moins marginalisée et oubliée dans la société haïtienne. 
A l’aide de cette initiative, des ex détenues ont pu bénéficier une profession manuelle dans le souci de mettre sur pieds des activités génératrices de revenus qui les permettent de répondre dignement à leur besoin.  
En décembre 2021, elle a été invitée à participer à la visite de plaidoyer en vue de l’Examen Périodique Universel d’Haïti qui a eu lieu lors de la 40eme session du groupe de travail en janvier 2022 afin de présenter des informations aux Missions permanentes auprès des Nations unies à Genève. 
Depuis novembre 2021, elle collabore en sa qualité de membre Groupe de Référence Multi acteurs avec l’équipe pays des Nations unies (EPNU) en Haïti dans la formulation du nouveau Plan-Cadre de Coopération des Nations unies pour le Développement Durable en Haiti pour 2023 – 2027.

## Distinction
- Elle a été nommée au « The World Solidarity Economy Awards 2022 »[1].
- Elle a été aussi nommée « Femme Dofen Awards 2020 »[4].

En mars 2017, l’organisation PLONGAYE lui a offert des « Colliers en signe d’Honneur et Mérite » pour le travail louable effectué au profit de la communauté carrefouroise.
En mars 2018, à l’occasion de la journée internationale des droits des femmes, Jeunes Cultivés Magazine l’a offert une « Plaque d’Honneur et Mérite » en témoignage de sa contribution dans la lutte pour le respect des droits des femmes et des filles en Haïti.
En mai 2022, Radio Solidayiti, à travers son émission baptisée «  Hommage à la femme haïtienne » l’a honorée pour sa contribution énorme dans la lutte pour la défense et la promotion des droits des femmes et des filles en Haïti.
En janvier 2023, elle vient de recevoir de la part de IFTH le “Prix de la femme modèle et inspirante” pour son noble action et sa contribution positive Dans la lutte pour le respect des droits des femmes qui constitue le socle de la société haïtienne.
Tout récemment, en avril 2023, Femmes en Tribunal de l’Histoire (FTH) lui a décernée une distinction pour son implication dans la défense et la promotion des droits des femmes et des filles haïtiennes.